# Vilhelm Bryde
Vilhelm Bryde (28 de abril de 1888 – 26 de abril de 1974) fue un actor teatral y cinematográfico y director artístico de nacionalidad sueca.

## Biografía
Nacido en Estocolmo, Suecia, sus padres eran el comerciante Fredrik Johanson y su esposa, Emilia Erikson. Bryde se formó como ingeniero, graduándose en el año 1909. Sin embargo, escogió dedicarse después a la carrera artística. En 1909-1911 se formó en la escuela del Teatro Dramaten. Desde 1913 a 1919 fue actor del Svenska Teatern de Estocolmo, y en 1919 ingresó en la compañía SF Studios, donde trabajó como decorador, siendo responsable de los decorados de las películas Ingmarssönerna, Karin Ingmarsdotter y Gösta Berlings saga. En el año 1933 pasó a dirigir la actividad cinematográfica de la compañía Svensk Filmindustri. Además, también fue director de producción de Film AB Minerva en 1925-1931.
Vilhelm Bryde falleció en Estocolmo en 1974. En 1915 se había casado con la actriz Lisa Holm. Fue padre del arquitecto Lars Bryde.

## Filmografía (selección)

### Director
- 1927 : En perfekt gentleman

### Productor
- 1927 : En perfekt gentleman
- 1928 : Synd
- 1929 : Säg det i toner
- 1929 : Hjärtats triumf
- 1931 : Brokiga Blad
- 1939 : Landstormens lilla Lotta

### Actor
- 1920 : Erotikon
- 1920 : Bomben
- 1920 : Ombytta roller
- 1921 : En lyckoriddare
- 1922 : Kärlekens ögon
- 1923 : Andersson, Pettersson och Lundström
- 1923 : Friaren från landsvägen
- 1924 : 33.333
- 1925 : Polis Paulus' påskasmäll
- 1925 : Skeppargatan 40
- 1927 : Hans engelska fru
- 1931 : Brokiga Blad

## Teatro

### Actor
- 1914 : La doncella de Orleans, de Friedrich Schiller, Svenska teatern de Estocolmo[3]
- 1915 : Hallå, de Emmerich Földes, Svenska teatern de Estocolmo[4]
- 1917 : Pärlhalsbandet, de Lothar Schmidt, dirección de Gunnar Klintberg, Vasateatern y Svenska teatern de Estocolmo[5]
- 1919 : Rödakorssystern, de Gustaf Collijn, Svenska teatern de Estocolmo[6]
- 1922 : Hasard, de Alfred Savoir, dirección de Vilhelm Bryde, gira[7][8]
- 1923 : Fruns båda män, de Félix Gandéra y André Mouézy-Éon, dirección de Karin Swanström, Folkan[9]

### Director
- 1922 : Hasard, de Alfred Savoir, gira